# Saint-Benoît-des-Ombres
Saint-Benoît-des-Ombres é uma comuna francesa na região administrativa da Normandia, no departamento de Eure. Estende-se por uma área de 3,61 km². Em 2010 a comuna tinha 143 habitantes (densidade: 39,6 hab./km²).